# 邯邰镇
邯邰镇，是中华人民共和国河北省石家庄市新乐市下辖的一个乡镇级行政单位。

## 行政区划
邯邰镇下辖以下地区：
邯邰村、东岳村、东张村、南张村、西张村、路家庄村、赤垢村、五里铺村、南苏村、香城村、东牛林村、西牛林村、苏仙庄村、小牛村、大流村、小流村、渔砥村、曲都村和坚固村。